# 杰瑞米·哈迪
杰瑞米·詹姆斯·哈迪（英語：Jeremy James Hardy，1961年7月17日—2019年2月1日）是一名英国喜剧演员。杰瑞米·哈迪出生并成长于英国的汉普郡，他于1980年代进入南安普敦大学学习并开始了他的独角喜剧表演生涯。1988年，杰瑞米·哈迪在爱丁堡国际艺穗节上荣获了皮埃尔喜剧奖。凭借着其在竞猜节目《新闻猜猜看》和《抱歉我一无所知》等中的表演，杰瑞米·哈迪享誉国际。

## 演出作品

### 电影
- 《噩宴旅店（英语：Hotel (2001 film)）》（2001年公映）[1]
- 《杰瑞米·哈迪对阵以色列军（英语：Jeremy Hardy vs. the Israeli Army）》（2003年公映）[2]
- 《怎么办（英语：How to Be）》（2008年公映）[3]

### 电视
| - 《帮帮亨利》（亨利的配音） - 《黑爵士四世》 - 《杰克和杰瑞米的真实生活》 | - 《假如我来主宰世界》 - 《QI》 - 《斗气老顽童》 | - 《一周讽刺秀》 - 《倒数计时》 - 《先声夺人》 |